# Miroslav Chmela
Miroslav Chmela (* 26. listopadu 1960) je bývalý český fotbalista, záložník.

## Fotbalová kariéra
V lize hrál za TJ Vítkovice a ZVL Považská Bystrica. V evropských pohárech nastoupil v 8 utkáních a dal 1 gól.